# Небута

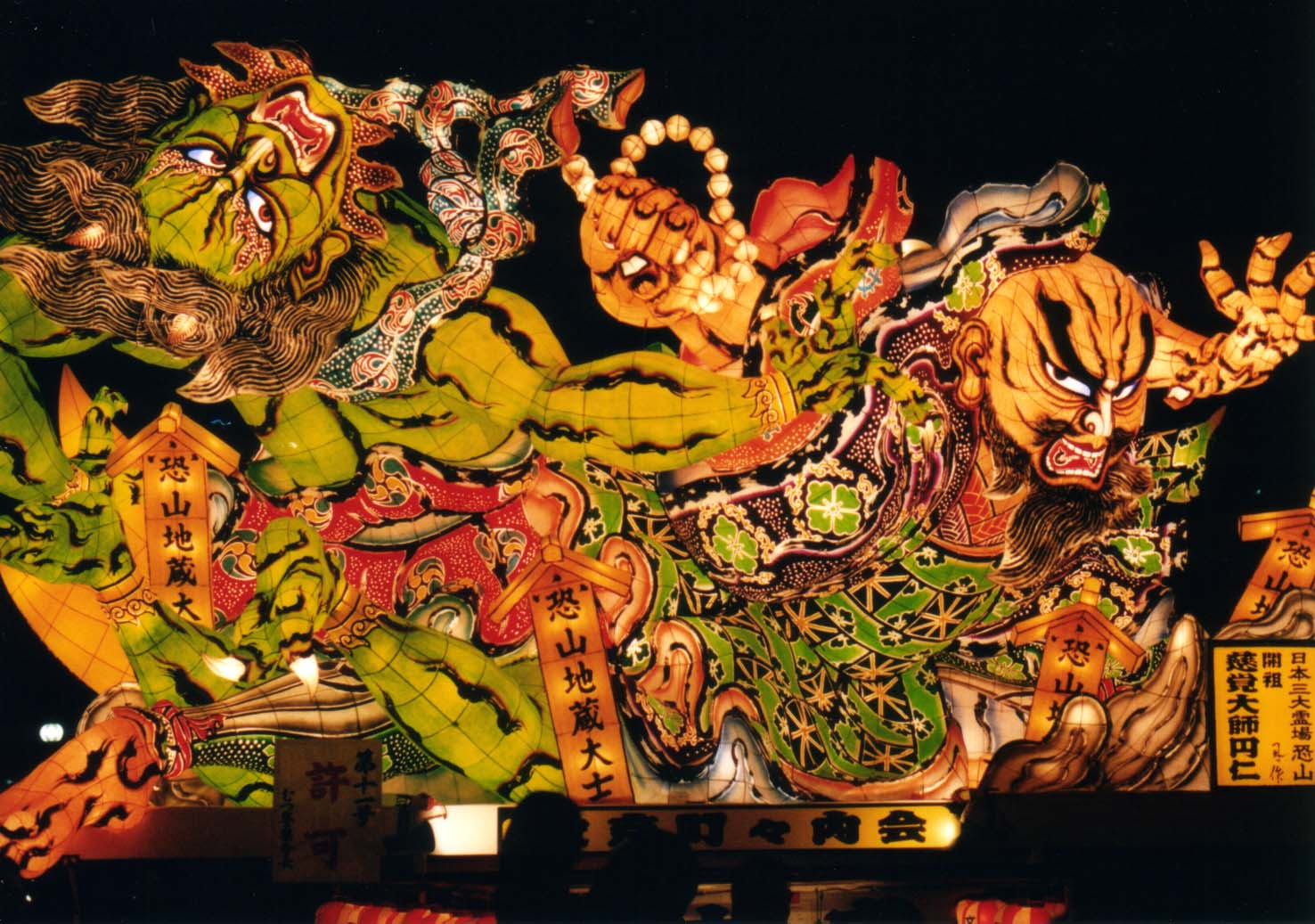
Небута в Омінато 2003 року. На помості — ліхтар з демонами.

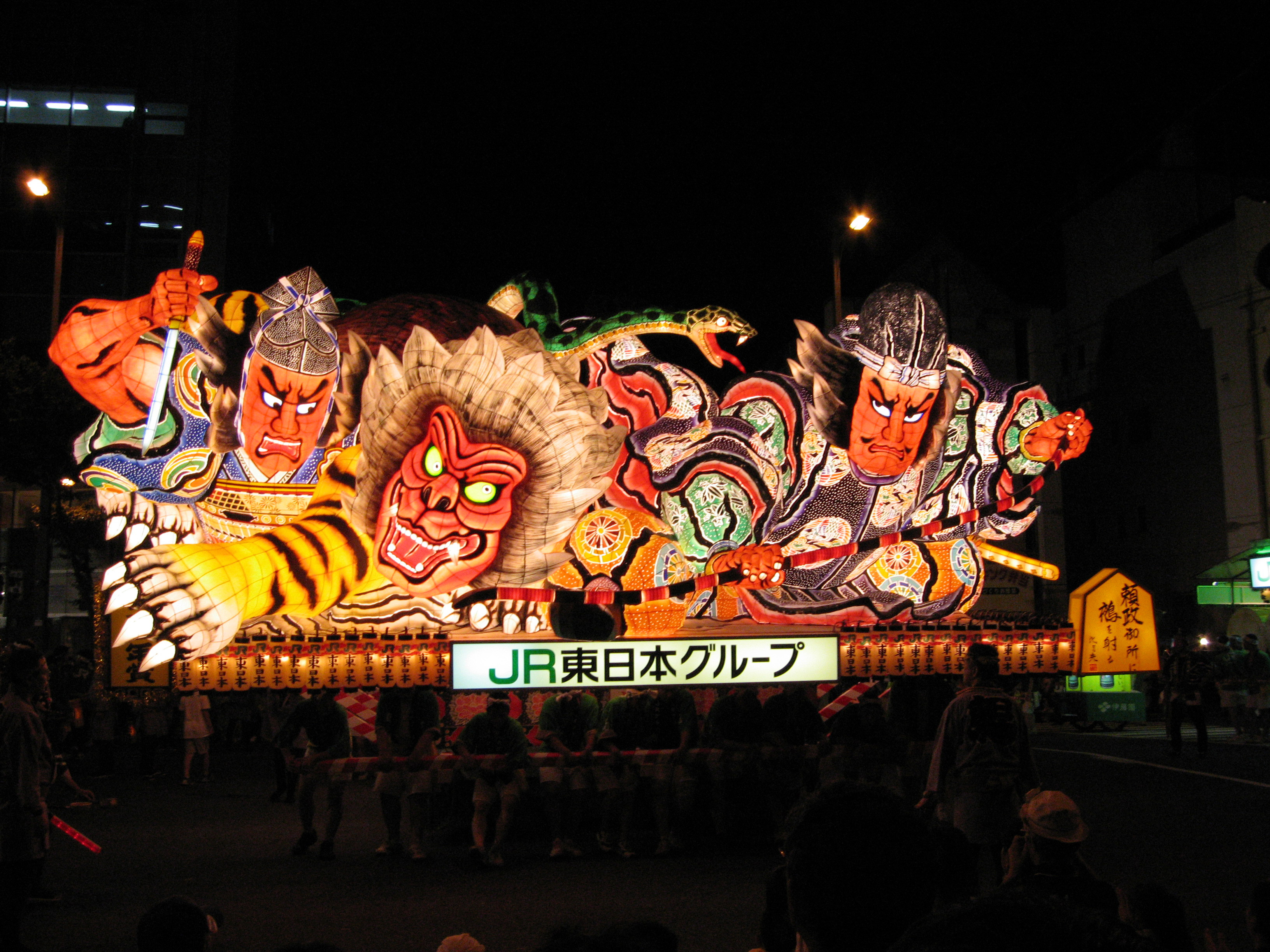
Небута в Аоморі 2006 року.

Небута або непута (яп. 侫武多, ねぶた・ねぷた) — японське літнє свято в регіоні Тохоку. Різновид свята танабата, східноазійського аналога Івана Купала.

## Короткі відомості
Як правило, небута організовують у першій декаді серпня, з першого по сьоме число сьомого місяця за старим сонячно-місячним календарем. 
Свято має вигляд нічної ходи, під час якої учасники катять вулицями міста помости на колесах, увінчані велетенськими ліхтарями. Ці ліхтарі зроблені з бамбука і паперу у вигляді віял, тварин або легендарних героїв чи акторів. Ті, хто тягне помости, голосно вигукують «Я-ре! Я-ре! Я-рея!», «Я-ре! Я-рея!», «Я-ядо-!» або «Рассера-!», що можна перекласти як «Нужбо взяли», «Давай, давай!» чи «Тягни, тягни!». Уся хода супроводжується традиційною японською музикою — боєм в барабани і звуками флейти. На останній день святкування помости з ліхтарями спускають на річку чи море. 
Свято небута пов'язується із загальнояпонським святом вогню О-бон, на якому прийнято поминати померлих, а також східноазійським святом «сьомого вечора» танабата — днем закоханих.
Найвідомішими з усіх літніх небута є аоморійські та хіросаківські небута, які проводяться у містах Аоморі та Хіросакі в префектурі Аоморі. З 1980 року обидва свята отримали статус важливих культурних надбань Японії.